# Гюнсюр, Мехмет
Мехмет Гюнсюр (тур. Mehmet Günsür, род. 8 мая 1975 года, Стамбул) — турецкий актёр татарского происхождения. Стал известен благодаря роли Шехзаде Мустафа в сериале Великолепный век.

## Биография
Мехмет Гюнсюр родился 8 мая 1975 года в Стамбуле в семье преподавателя Сибель и квантового физика Теомана Гюнсюра. Старшая сестра Зейнеп Гюнсюр является хореографом современного балета.
Мехмет учился в итальянском лицее, а затем окончил Университет Мармара, факультет журналистики (массовых коммуникаций). Кроме съёмок в кино, Мехмет также был участником группы «Dawn» и пробовал себя в ресторанном бизнесе. Также часто работает моделью, представляя известные марки и позируя модным журналам Турции.

## Личная жизнь
В 2006 году Мехмет Гюнсюр женился на итальянке Катерине Моджио (итальянский режиссёр-документалист).
В настоящее время Мехмет Гюнсюр и Катерина Монджио проживают в Риме и воспитывают троих детей — сына Али и дочерей Майю с Хлоей.

## Фильмография
| Год       |     | Русское название            | Оригинальное название          | Роль                   |
| --------- | --- | --------------------------- | ------------------------------ | ---------------------- |
| 1989      | с   |                             | Geçmiş Bahar Mimozaları        | Сабих                  |
| 1989      | с   |                             | Cahide                         |                        |
| 1997      | ф   | Турецкая баня               | Hamam                          | Мехмет                 |
| 1999      | ф   |                             | Hayal Kurma Oyunları           |                        |
| 1999      | с   |                             | Sır Dosyası                    | Айхан                  |
| 2001      | тф  | Друзья Иисуса — Фома        | Tommaso                        | Иоанн                  |
| 2001      | тф  | Библейские сказания: Иуда   | Guida                          | Иоанн                  |
| 2001      | с   | Дон Маттео                  | Don Matteo                     |                        |
| 2002      | ф   | Итальянец                   | İtalyan                        | Джорджио               |
| 2003      | тф  | Добрый папа                 | Il papa buono                  | Дон Паоло              |
| 2003      | ф   | Теперь он солдат            | O Şimdi Asker                  | Нихат Денизер          |
| 2003      | кор |                             | Stregeria                      |                        |
| 2003      | с   |                             | Pilli Bebek                    | Тарык                  |
| 2004      | кор |                             | Non ci sarebbe niente da fare! | Эмин Али               |
| 2004      | с   |                             | Kasırga İnsanları              | Синан                  |
| 2005      | ф   | Расскажи, Стамбул!          | Anlat İstanbul                 | Рыфкы                  |
| 2005—2007 | с   | Принцесса хлопковых полей   | Beyaz Gelincik                 | Мустафа Асланбаш       |
| 2007      | ф   | Смертельная жатва           | Fall Down Dead                 | детектив Стефан Керчек |
| 2007—2008 | с   |                             | Bıçak Sırtı                    | Мехмет Эртугрул        |
| 2008      | ф   | Если закрыть глаза          | Se chiudi gli occhi            |                        |
| 2010      | ф   | Голос                       | Ses                            | Онур                   |
| 2010      | ф   | Свадьбы и другие катастрофы | Matrimoni e altri disastri     | Андреа                 |
| 2011      | ф   | Любовь любит случайности    | Aşk Tesadüfleri Sever          | Озгюр Тургут           |
| 2011      | кор |                             | Master Plan                    | мистер М               |
| 2012—2014 | с   | Великолепный век            | Muhteşem Yüzyıl                | Шехзаде Мустафа        |
| 2017—2018 | с   | Фи Чи Пи                    | Fi                             | Deniz                  |

## Награды
| Ödülleri | Ödülleri                              | Ödülleri              | Ödülleri           |
| Год      | Премия                                | Категория             | Работа             |
| -------- | ------------------------------------- | --------------------- | ------------------ |
| 1998     | Анкарский международный кинофестиваль | Молодой актёр         | «Турецкая баня»    |
| 2003     | Кинофестиваль «Золотой Апельсин»      | Специальный приз жюри | «Теперь он солдат» |
| 2003     | Кинофестиваль Гёкчеады                | Лучший актёр          | «Теперь он солдат» |
| 2004     | Премия Садри Алышыка                  | Специальный приз жюри | «Теперь он солдат» |
| 2011     | Премия Садри Алышыка                  | Специальный приз жюри | «Голос»            |
| 2012     | Премия журнала Elle                   | Лучший актёр          | «Великолепный век» |
| 2012     | Ayaklı Gazete TV Yıldızları           | Лучший актёр сериала  | «Великолепный век» |